# Комсомолец (Воронежская область)
Комсомо́лец — посёлок в Репьёвском районе Воронежской области Российской Федерации.
Входит в состав Бутырского сельского поселения.

## Население
| 2010 |
| ---- |
| 0    |

## Улицы
В посёлке имеется одна улица — Восточная.